# Мецана Саличе (Потенца)
Мецана Саличе (итал. Mezzana Salice) је насеље у Италији у округу Потенца, региону Базиликата.
Према процени из 2011. у насељу је живело 200 становника. Насеље се налази на надморској висини од 970 м.